# 작은 유령 성운
작은 유령 성운 (영어: Little Ghost Nebula, NGC 6369)은 지구에서 뱀주인자리 방향으로 약 3,500 광년 떨어진 행성상성운이다. 이 성운은 윌리엄 허셜이 발견했다.

## 성운 설명
이 행성상성운에서는, 중심부의 백색왜성에서 나온 가스가 별의 방사선이 가스를 빛추고 있다. 이 성운의 가스 고리는 약 1  광년이며, 방사선으로 인해 빛추어진 가스 중에서, 수소는 녹색, 질소는 적색, 그리고 산소는 청색으로 나타난다.